# Tragocephala phidias
Tragocephala phidias là một loài bọ cánh cứng trong họ Cerambycidae.